# Adoptionisme
Adoptionisme, kættersk retning, der hævder at Jesus ikke er af Guds natur, men først blev "adopteret" som Guds søn ved dåben.
| Kristendom | Spire Denne artikel om kristendom er en spire som bør udbygges. Du er velkommen til at hjælpe Wikipedia ved at udvide den. |